# Pilocarpus pennatifolius
Pilocarpus pennatifolius Lem., 1852 (comunemente chiamato jaborandi insieme a Pilocarpus jaborandi e altre specie del genere Pilocarpus) è un arbusto appartenente alla famiglia delle Rutacee, nativo delle zone tropicali del Sud America (Brasile meridionale, Argentina settentrionale e Paraguay).

## Descrizione
Questa specie raggiunge altezze comprese fra 1-3 metri, possiede foglie alterne, imparipennate con un lungo picciolo, molto grandi (fino a circa 50 cm), coriacee e con il margine intero.
Il caule e i rami sono coperti di corteccia grigio-nerastra e punteggiata di bianco.
I fiori, prodotti tutto l'anno, sono rossi e raccolti in racemi.
I frutti sono capsule con 5 follicoli deiscenti dal seme nero e liscio.

## Proprietà officinali
La droga, ossia la parte contenente principi farmacologicamente attivi, è costituita dalle foglioline. Queste hanno nervature caratteristiche evidenti da entrambi i lati, simili alla foglie della senna ma più appiattite.
È una pianta agente sul sistema nervoso autonomo. I principi attivi sono alcaloidi imidazolici, prevalentemente pilocarpina, che è in grado di aumentare la secrezione del sudore e della saliva

### Usi
In medicina viene usato come colinergico diretto di tipo muscarinico, utile nella terapia contro il glaucoma. Se usato sotto forma di infuso o tisana ha azione stimolante nei confronti delle secrezioni ghiandolari sia sudoripare che salivari.
La pilocarpina è anche un antidoto contro gli avvelenamenti da Atropa belladonna.